# Ахриев, Чах Эльмурзиевич
Ча́х Эльмурзи́евич Ахри́ев (ингуш. ӏоахарганаькъан Элмарзий Чхьагӏа; 10 [22] мая 1850, Фуртоуг, Джераховское общество — 29 апреля [12 мая] 1914, Владикавказ, Владикавказский округ) — первый ингушский этнограф, краевед, просветитель и юрист.
В возрасте 7 лет оказался в аманатах. Вскоре его усыновил русский полковник, который отправил его в военную кантонистскую школу. Там Ахриев учился с 1857 по 1862 год. С 1862 по 1868 год он учился в Ставропольской гимназии, после чего вернулся в родное село и занялся сбором фольклорных и этнографических материалов. В 1870-х годах, некоторые из этих этнографических работ учёный опубликовал в «Сборнике сведений о кавказских горцах» и газете «Терские ведомости». С 1870 по 1874 год Ахриев учился в Нежинском лицее, после чего находился в неофициальной ссылке в Елизаветпольской губернии, где работал в различных административных органах городов Евлаха и Нухи. Он продолжал работать до 1912 года, когда ему пришлось уйти в отставку по болезни.

## Биография

### Ранние годы
Родился 10 [22] мая 1850 года в ауле Фуртоуг Терской области в семье Эльмурзы Ахриева. Мать — Дзали Озиева. По национальности — ингуш. Имел четыре старших сестёр, а его двоюродным братом был Саадулла Ахриев, впоследствии ингушский учёный и революционер.
В 1857, в возрасте семи лет, Ахриев был взят в аманаты. Был приведён во Владикавказскую крепость. Благодаря содействию своего дяди Темурко Ахриева, уважаемого среди российских властей офицера, его положение во Владикавказе было несколько лучше других детей-заложников, он располагал большей свободой. Его дядя также содействовал тому, чтобы Чах Ахриев был отдан в военную кантонистскую школу, где он и учился в 1857—1862 годах.
В 1862—1868 годах Чах Ахриев учился в Ставропольской гимназии, в стенах которой начинала свой творческий и научной путь значительная часть горской интеллигенции. Её окончили многие выходцы из Кавказа, в том числе, из ингушей — С. Т. Ахриев, А. Б. Базоркин, А.-Г. О. Долгиев, И. Бекбузаров, П. Дахкильгов, К. Мальсагов и другие. В 1860—70-х годах в Российской империи поощрялось историко-этнографическое изучение Северного Кавказа и кавказоведение, открывались филиалы всероссийских научных обществ. В эти годы стали издаваться фундаментальные исследования учёных А. П. Берже, П. Г. Буткова, Н. Ф. Дубровина, Д. Я. Лаврова и других. Как считает этнограф З. М.-Т. Дзарахова, в гимназии Ахриев «окунулся в мир подлинной русской культуры и оказался в числе передовых людей своего времени».

### Ахриев — этнограф
По окончании гимназии, вследствие болезни, вернулся на родину, где провёл два года (1868—1870 годы). В этот время Ахриев начал собирать материалы по истории и этнографии ингушей, записывать фольклор. В начале 1870-х годов его этнографические очерки были изданы в «Сборнике сведений о кавказских горцах» и газете «Терские ведомости», включая первые записи ингушского нартского эпоса («Несколько слов о героях в ингушских сказаниях», 1870). Как первый исследователь ингушского нартского эпоса, он, например, установил, что ещё в XIX веке в качестве похвалы ингуши говорили: «Наьрт мо санна ва из» («Он как нарт!»). Ему удалось посетить различные районы Терской области, в частности, Ассинское ущелье и Назрановский район. В его работах, преимущественно этнографического характера, представлены свидетельства старейшин горных сёл Ингушетии, которые не только лично сами были свидетелями событий и обрядов ингушской культуры XVIII века, но и помнили рассказы о жизни своих предков в XVII веке. С их слов были описаны образ жизни, мифы, легенды, обряды, древние религиозные культы, обычное право, ритуалы, праздники и этногенетические предания ингушского народа.

### В ссылке. Последние годы
В 1870—1874 годах обучался в Нежинском лицее, по окончании которого был в неофициальной ссылке — работал в различных административных органах городов Евлах и Нуха Елисаветпольской губернии (ныне Азербайджан). Он активно выступал за соответствие царских реформ интересам кавказских народов и пыталась воздействовать на реформы российского государства. Из-за своей гражданской позиции, как и другой ингушский просветитель А.-Г. О. Долгиев, оказался «добровольно изгнанным» и надолго командированным в Закавказье. Длительная служебная деятельность и переезды из города в город не оставляли ему возможности посвятить себя научной и литературной работе.
16 октября 1874 года Ахриев был назначен кандидатом на служебные должности при Тифлисской судебной палате и в течение 8 лет работал кандидатом на служебную должность, помощником мирового судьи и судебным следователем. 24 ноября 1882 года назначен агентом для заведования государственными имуществами в уездах Елисаветпольской губернии, а с 31 января 1889 года работал чиновником особых поручений для надзора за населёнными землями и оброчными статьями. С 27 мая 1897 года — директор Нухинского отделения попечительного о тюрьмах комитета. С 23 октября 1900 года работал младшим надзирателем за казёнными землями и оброчными статьями Елисаветпольской губернии.
В Посемейных списках населённых пунктов Владикавказского округа Терской области за 1886 год в селении Фуртоуг под порядковым номером 38 указана семья Ахриева, который имел в селении саклю с усадьбой и с службами, а также у него было от «родовой земли пахотных участков 3, дающих хлеба 4 коп, сенокосных 2, дающих сена 9 коп.». В это время Ахриев был женат, имел детей, так, например, в списках указан его сын Кело Ахриев. Семья Чаха Ахриева проживала в городе Нухи, где он служил по судебному ведомству. В списках офицеров из туземцев Кавказского края, занимающих должности по гражданскому и военному ведомствам за 1897 год, Ахриев был указан в чине полковника.
Длительное время и тяжело Ахриев болел сахарным диабетом, а также у него была тоска по родине. В итоге, он решил оставить службу и вернутся домой. 28 сентября 1912 года он подал прошение об отставке по состоянии здоровья и был уволен в чине коллежского советника. После этого он переехал с семьёй во Владикавказ. Там же умер 29 апреля [12 мая] 1914 года и был похоронен, согласно его завещанию, в родном ауле Фуртоуг по мусульманским обычаям.

## Работы
По мнению профессора Северо-Осетинского государственного педагогического института Л. П. Семёнова, работы Ахриева этнографические по характеру и разнообразные по темам. Он интересовался вопросами как обобщающими (характер ингушского эпоса, происхождение ингушей), так и специальными (присяга ингушей, ингушские каши). Также, по мнению профессора, Ахриев интересовался как далёкому прошлому Ингушетии, так и его настоящему. Семёнов считал, что все заметки и статьи ингушского учёного очень содержательны и указывают на то, что автор был прекрасно знаком «с духом страны, с особенностями её своеобразного быта и древней культурой».
Работами Ахриева интересовались современники — кавказоведы, археологи, этнографы и правоведы: Ф. И. Леонтович, Б. К. Далгат, М. М. Ковалевский, О. В. Маркграф и др. Вместе с другими представителями местной интеллигенции в 1880–1881 годах он участвовал в описании и изучении традиционных художественных промыслов и ремёсел Северного Кавказа. На его материалы в основном ссылался в своей книги «Очерк кустарных промыслов Северного Кавказа с описанием техники производства» О. В. Маркграф (1882). Позднее работы Ахриева были переизданы в книгах «Ингуши» (1996) и «Чах Ахриев. Избранное» (2000). По его материалам и в настоящее время пишут диссертации.
Его произведения, содержащие вновь зафиксированные легенды о возникновении ингушских обществ и основании некоторых аулов, наряду с материалами, собранными А. П. Берже и У. Лаудаевым о чеченцах, послужили единственным первоисточником, за неимением других, который использовали первые советские авторы, чтобы неверно судить об истории формирования чеченцев и ингушей. Такое использование легенд было проблематичным, поскольку единой картины не возникало, поскольку каждая община и тейп имели свои собственные традиции, не связанные друг с другом. Типичными чертами легенд было то, что: во-первых, чеченцы и ингуши в средние века пришли на свои современные земли откуда-то еще, во-вторых, что предки отдельных тейпов происходили из самых разных регионов (например, Грузии, Сирии, Персии).

## Семья
Ахриев был женат на Айши Базоркиной, дочери Мочко Базоркина. У них было шестеро детей, из которых двое мальчиков умерли в детстве. Дети провели свое детство в Елизаветпольской губернии, где Ахриев жил после ссылки. Среди них:
- Дочь Тамара — первая ингушка, ставшая учительницей[3], и которая некоторое время руководила русско-мусульманской школой в Баку. Она умерла в молодом возрасте[5].
- Сын Руслан служил в полиции и погиб в драке с бандитами во время Гражданской войны в России 1920-х годов[5].
- Сын Рашид-Бек стал лётчиком советских ВВС и был первым летчиком, родом из Северо-Кавказского региона. Он погиб под Ленинградом во время Второй мировой войны[3].
- Дочь Нина стала этнографом[13].

## Признание и память
По воспоминаниям дочери Нины Чаховны, её отец был скромным и отзывчивым человеком, имел общительный и весёлый нрав. В доме Ахриевых была собрана большая библиотека, он выписывал много газет и журналов. Любимый поэт — Н. А. Некрасов.
Ахриев считается первым ингушским этнографом, роль которого в становлении и развитии истории, этнографии ингушского народа, археологии Ингушетии высоко оценивается. Он также первым среди образованных ингушей начал писать и издавать свои историко-этнографические и публицистические статьи на русском языке. В дальнейшем, изучение культуры и социально-экономической жизни края были продолжены ингушскими учёными М. М. Базоркиным, А.-Г. О. Долгиевым, А. Тутаевым и др.
В 2001 году в честь Чаха Ахриева был назван Ингушский научно-исследовательский институт гуманитарных наук в городе Магас, в нём же с 1994 года проводятся «Ахриевские чтения». В 2005 году «за выдающиеся заслуги в области этнографии и многолетнюю научную деятельность» он был посмертно награждён ингушским орденом «За заслуги». 28 сентября 2010 года, как завершающий этап декады ингушского языка и литературы, в Национальной библиотеке Республики Ингушетия был проведён круглый стол «Наследие учёного, просветителя, общественного деятеля», посвященный 160-летию со дня рождения Ахриева. 30 ноября 2010 года в Ингушетии прошла научно-практическая конференция, также посвящённая 160-летию со дня рождения учёного. 13 мая 2017 года в Нежинском государственном университете почтили память Ахриева. 10 мая 2023 года в Доме культуры сельского поселения Алкун прошёл вечер памяти Ахриева.

### Комментарии
1. ↑  горцы-заложники, которые своим пребыванием среди русских гарантировали верность России со стороны своих обществ, селений или фамилий